# 阿什肯纳兹犹太人智力
阿什肯纳兹犹太人智力或犹太天才，指阿什肯纳兹犹太人或后裔的平均智力水平据称比其他民族高的现象，该现象在诺贝尔奖得主群体上尤为明显。此外，在菲尔兹奖、图灵奖、京都奖及国际象棋比赛方面，犹太裔表现也尤为突出。